# جسميز
جسميز هي شركة مطاعم وجبات سريعة بحرينية. أسسها رجل الأعمال البحريني جاسم الأمين عام 1986، بعد تخرجه من الجامعة في مجال إدارة الأعمال. واسم «جسميز» مشتق من اسمه ، ويتذكر ايضًا مالك حق الامتياز لـ مطعم جسميز في المملكة العربية السعودية هو الفنان راشد الماجد.

## معلومات عن مطعم جسميز
- أول فرع تم إنشاؤه كان في المعارض عام 1986م.
- في عام 1990م، انضمّ عدنان الأمين للعمل مع أخيه جاسم الأمين كنائب للرئيس التنفيذي، وذلك بعد تخرجه من جامعة بأمريكا، وحينها كانت الشركة قد بدأت فرعها الثاني في الجفير، وعمل الأخوان معًا في التوسع وفتح فروع في مختلف مناطق البحرين.
- تلقت جسميز الكثير من العروض الخارجيّة من دول مختلفة ليتم افتتاح فروع جديدة لها هناك.[2]

## الفروع
تنتشر فروع جسميز في مختلف مناطق البحرين. في عام 2015، تمَّ افتتاح أول فرع خارج البحرين في المملكة العربيّة السعوديّة، وذلك بعد نجاحها نجاحًا باهرًا وملحوظًا.
وتتواجد فروعها الحالية في:
| - الحورة - الجفير - الرفاع - الأهلي - المحرق - مطار البحرين الدولي - مجمع الإنماء - أنصار غاليري - مجمع سار - مجمع رامز الرفاع - الجنبية - عسكر ( جديد ) |  | - مجمع العالي - مجمع السيف - الدمام (فرع خارج البحرين) - الاحساء (فرع خارج البحرين) - الخبر (فرع خارج البحرين) - مجمع مارينا - مجمع البحرين - مدينة زايد - عذاري - بحرين سيتي سنتر - عراد - الحد لولو هايبر ماركت |

## الجوائز
تم اختيار جسميز عام 2014م كأفضل مطعم للوجبات السريعة في البحرين.